# Horácio Urpia Júnior
Hórácio Urpia Junior, (23 de Agosto de 1842 - 3 de Maio de 1916, Salvador, Brasil)
Foi um aristocráta, filho de Horácio Fortunato Urpia.

## Infância
Em 1843 foi levado pelo pai, Horácio Fortunato Urpia, para a cidade do Porto , Portugal, onde residiam seus avós, retornando em 1849 ao Brasil. Seu pai que nesta ocasião era Corretor no Rio de Janeiro enviou-o à Petrópolis onde o internou no Colégio João Batista Calógeras. Em 1855, com a idade de 13 anos, Seguiu para a Alemanha estudando no colégio do Dr. Clamor Topp, concluídos os estudos neste estabelecimento, matriculou-se na Escola industrial de Hagen na Westphalia. Nessa cidade cursou dois anos de tecnologia, regressando à Bahia no ano de 1860,depois de uma estadía de sete anos na Europa.

## Carreira

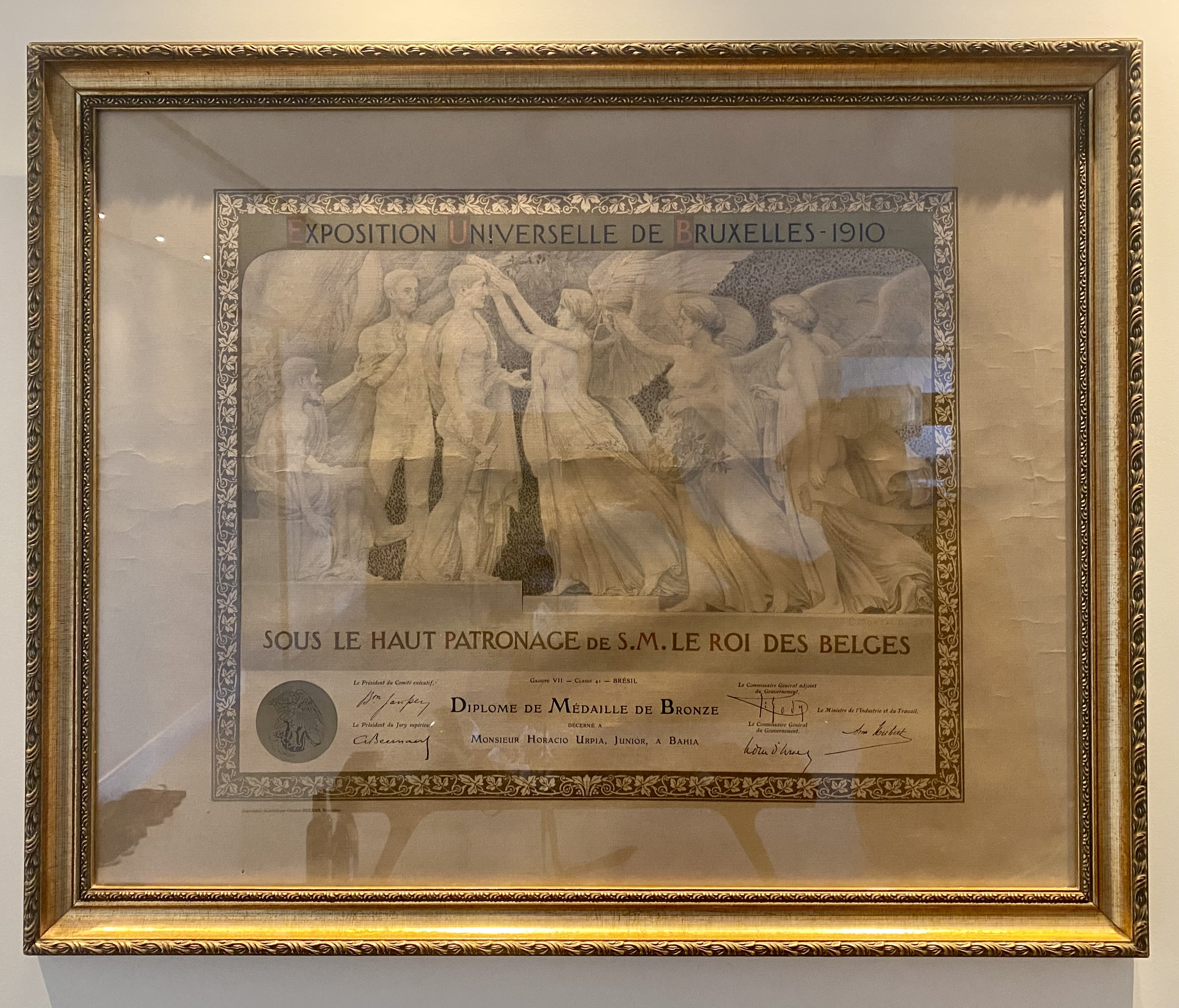
Exposição Universal De Bruxelas 1910

Em 1860, empregou-se no escritório dos Srs. Masle, Lackemann & Co na praça do Rio de Janeiro, onde fez sua aprendizagem comercial. Em 1864 atendendo ao chamado de alguns amigos retornou à Bahia dedicando-se à carreira de Corretor de produtos de exportação, trabalho este que exerceu durante o período de 30 anos. Em 1 de dezembro de 1866. Abandonando a profissão de Corretor no ano de 1895, dedicou-se à industria, de cuja propensão foi sempre entusiasta fervoroso.
Fundou com o Comendador Manuel de Souza Campos as Salinas da Margarida, na Bahia, onde exerceu a sua atividade inigualável durante muitos anos, sendo obrigado a deixar aquele estabelecimento por motivo da moléstia dos olhos que ali adquirira, devido ao contínuo e intenso reflexo dos raios solares pelo sal branco, ficando quase cego, o que levou alguns anos para se curar.
Introduziu neste Estado a cultura da "Agave rigida sisalana" (Sisal), importando para este fim as plantas e estabelecendo a sua cultura na fazenda "Porto do Meio" no município de Maragogipe onde montou importante Usina, cujos numerosos maquinismos importou da Europa e dos Estados Unidos para a fabricação de Cordas. Esta nova indústria teve grande êxito e por vários anos forneceu cordas de sisal para a praça da Bahia valorizando o Nordeste do país.
Quando o Barão de Capanema principiou a construção da linha telegráfica terrestre, o Comendador Horácio Urpia pôs-se a disposição para receber o material telegráfico cuja distribuição fez gratuitamente desde Aracaju, Sergipe até Caravelas, Bahia, incumbência que durou 3 anos de trabalho, pelo que foi elogiado em Relatório da Diretoria dos Telégrafos,No governo do Conselheiro Luiz Vianna,de quem era amigo e correligionário, exerceu o cargo de conselheiro munícipal da cidade de Salvador e exerceu também a presidência da Câmara. Foi sócio Fundador do Instituto Geográfico e Histórico da Bahia, benfeitor da escola Polytécnica e da Faculdade de Direito. Diretor do Banco Mercantil , onde esteve alguns anos com o fim de juntamente com os outros negociantes da Praça tentarem a sua reabilitação.
Em 1910 recebeu o Diplome de Médaillhe de Bronze na exposição Universal de Bruxelas de 1910, medalha entregue e assinada por S.M. Le Roi Des Belges e seus Ministros.

## Casamento
Em 1 de dezembro de 1866 casou-se na capela de N. S. do Bomfim na freguesia da Penha ,na Província da Bahia com D. Sabina Marques, nascida em 8 de dezembro de 1846,na cidade Sergipana de Santo Amaro de Brotas. Filha de Crispim Gomes Marques e de Maria das Virgens, os quais faleceram em 1855 durante a catastrófica epídemia de Cólera morbus. Foram padrinhos:Antônio Pedrozo do Amaral e D. Feliciana Leocádia Alves Brito. 

## Morte
Em 1914, Sentindo algo anormal , seguiu para a Alemanha onde foi internado em uma clínica especializada em raio X na Cidade Universitária de Heidelberg, no Nackar, no Grão Ducado de Baden.
Estava em tratamento quando a 1 de agosto de 1914 irrompeu furiosa a Primeira Guerra Mundial (1914 - 1918)
Entrou, então, no meio dos transportes de soldados e da enorme confusão, dentro de um trêm de carga que o levou à fronteira suíça, entrando naquele país neutro pela cidade de Basileia refugiando-se na casa da irmã do seu genro Emil Wildberger, em Neunkirch. Passou ali alguns dias, seguindo depois para Zurique onde embarcou em 1915 via Genova de retorno ao Brasil em plena Guerra. Chegou à Bahia são e salvo, porém não curado. O câncer progrediu, e com a idade de 74 anos, falecia Horácio Urpia Júnior em 3 de Maio de 1916, deixando viva sua esposa Sabina que sobreviveu até 23 de Novembro de 1931 quando morreu aos 85 anos no Solar dos Urpia , à ladeira do Rio de São Pedro (atual avenida Euclides da Cunha) Onde se ergue hoje o Edifício Comendador Horácio Urpia, mandado construir pelo seu neto Arnold Wildberger.